# Clive Barker
Clive Barker (Liverpool, 5 ottobre 1952) è uno scrittore, fumettista, illustratore, saggista, sceneggiatore, produttore cinematografico e regista britannico.
Si è conquistato larga fama di «maestro dell’orrore» attraverso lo stile sanguinario e feroce di romanzi (come la serie dei Books of Blood e Cabal) e film (come la saga di Hellraiser e quella di Candyman) che lo hanno eletto indiscusso modello del genere «splatter».

## Biografia
Fin da bambino nutre una particolare attrazione verso l'arte. Inizia scrivendo per il teatro mentre è ancora a scuola, con le produzioni di "Voodoo" e "Inferno" nel 1967. Collabora quindi a sei spettacoli con il "Theatre of the Imagination" nel 1974 per poi scriverne da solo altri due spettacoli, "A Clowns' Sodom" e "Day of the Dog", per il "The Mute Pantomime Theatre" nel 1976 e nel 1977. 
Ha frequentato l'Università di Liverpool, dove si è laureato in Filosofia e Letteratura inglese. Dopo gli studi, si è dedicato all'arte e alla scrittura, sviluppando il suo talento creativo in diverse forme artistiche.
Clive Barker ha riconosciuto pubblicamente la propria omosessualità già all'inizio degli anni novanta. Ha vissuto quattordici anni a Los Angeles con il fotografo David Armstrong e Nicole, figlia di Armstrong nata da una precedente relazione, fino al 2009.

## Carriera letteraria
La carriera letteraria di Clive Barker ha inizio nel 1984 con la pubblicazione del suo libro d'esordio, "The Books of Blood" (pubblicato in Italia col titolo Infernalia) una raccolta di storie brevi horror che ha ricevuto un'accoglienza entusiasta dalla critica e dal pubblico. Da allora, Barker ha continuato a sfornare una serie di romanzi e racconti che hanno contribuito a ridefinire il genere horror, tra cui i sei volumi di racconti dei Libri di Sangue e i romanzi che compongono la saga di Hellraiser (Schiavi dell'inferno, Vangeli di Sangue). Gli accostamenti tra lui e Stephen King in brevi frasi ad effetto che agli inizi venivano stampate sulle copertine dei libri di Barker.
Tra i suoi personaggi più noti possiamo ricordare Pinhead, indiscusso antagonista della saga Hellraiser, e Candyman, l'uomo con l'uncino che appare dallo specchio, personaggio dell'omonima trilogia.
Nel 2015 è uscito nelle librerie statunitensi The Scarlet Gospels, nuovo romanzo di Barker in cui Harry D'Amour (detective del paranormale apparso nel racconto L'ultima illusione contenuto nel sesto volume dei Libri di sangue) si scontra con Pinhead.

## Carriera cinematografica
Clive Barker ha una prolifica carriera cinematografica, iniziata con la scrittura delle sceneggiature di "Underworld" (1985) e "Rawhead Rex" (1986), entrambi diretti da George Pavlou. Non convinto del risultato finale, ha deciso di dirigere personalmente i successivi adattamenti cinematografici dei suoi lavori: Hellraiser - Non ci sono limiti (1987), Cabal (1990) e Il signore delle illusioni (1995).

## Fumetti
Clive Barker ha avuto una forte influenza anche nel mondo dei fumetti, sia come autore che come creatore di opere che sono state adattate nel corso degli anni. 
La Eclipse e la Epic hanno curato la trasposizione in fumetti dei Libri di sangue creando la serie Tapping the vein e dei Cenobiti di Hellraiser creando una saga apposita chiamandola The harrowing dove hanno partecipato i disegnatori di fumetti americani di più grande successo. 
Sulla rivista Epic abbiamo anche il seguito di Nightbreed, una saga che descrive l'esodo degli abitanti di Midian. Per la Marvel ha creato quattro nuovi supereroi inediti in Italia: Hyperkind, Ectokid, Hokum & Hex, Saint Sinner. 
Nel 2011, l'etichetta Boom!Studios ha pubblicato una serie originale di fumetti di Hellraiser.

## Arte visiva
Barker è anche un prolifico artista visivo e spesso illustra i suoi stessi libri.
Le sue opere d'arte sono state esposte presso la Bert Green Fine Art a Los Angeles e Chicago, presso la Bess Cutler Gallery a New York e La Luz De Jesus a Los Angeles.
I suoi dipinti sono stati pubblicati per la prima volta nei primi anni '90 sulle copertine del magazine ufficiale del suo fan club, Dread (Fantaco) e sulle copertine delle raccolte delle sue opere teatrali, "Incarnations" (1995) e "Forms of Heaven" (1996). Ha curato le copertine anche della seconda edizione britannica della serie "Books of Blood" e le illustrazioni per il romanzo "The Thief of Always" e per la serie "Abarat".
Molti dei suoi schizzi e dipinti possono essere trovati nella raccolta "Clive Barker, Illustrator", pubblicata nel 1990 da Arcane/Eclipse Books, e in "Visions of Heaven and Hell", pubblicata nel 2005 da Rizzoli Books.

## Opere

### Romanzi
- Gioco dannato (The Damnation Game, 1985), Sperling & Kupfer, tr. Paola Formenti
- Schiavi dell'inferno (The Hellbound Heart, 1986), Sonzogno, tr. Tullio Dobner, e Independent Legions Publishing, tr. Francesca Noto (ISBN 9788899569624)
- Il mondo in un tappeto (Weaveworld, 1987), Longanesi, tr. Roberta Rambelli (ISBN 8830408670)
- Cabal (1988), Sonzogno, tr. Tullio Dobner
- Imagica (Imajica, 1991), Sonzogno, tr. Andrea Di Gregorio
- La casa delle vacanze (The Thief of Always, 1992), Fabbri editore, tr. Andrea Di Gregorio (ISBN 8845190188)
- Sacrament (1996), Sonzogno, tr. Matteo Curtoni e Maura Parolini (ISBN 8845410676)
- Galilee (1998), Sonzogno, tr. Matteo Curtoni e Maura Parolini (ISBN 884542085X)
- Il canyon delle ombre (Cold Heart Canyon, 2001), Sonzogno, tr. Antonio Caronia (ISBN 8845424618)
- Jakabok - Il Demone del Libro (Mister B. Gone, 2007) Independent Legions Publishing, tr. Daniele Bonfanti (ISBN 978-88-99569-50-1)
- The Adventures of Mr. Maximillian Bacchus and His Travelling Circus (2009), inedito in Italia, edizione limitata
- Chiliad: A Meditation (2014), inedito in Italia
- Vangeli di Sangue (The Scarlet Gospels, 2015) Independent Legions Publishing, tr. Francesca Noto (ISBN 978-88-99569-55-6)

#### Serie di Books of the Art
- Apocalypse - Il grande spettacolo segreto (The Great and Secret Show, 1990), Sonzogno, tr. Tullio Dobner
- Everville (1994), Sonzogno, tr. Tullio Dobner (ISBN 884541888X)

#### Serie di Abarat
- Abarat (Abarat: The First Book of Hours, 2002), Sonzogno, tr. Beatrice Masini (ISBN 8845423107)
- Abarat: Giorni di magia, notti di guerra (Abarat: Days of Magic, Nights of War, 2004), Sonzogno, tr. Beatrice Masini (ISBN 8845412229)
- Abarat - Assoluta mezzanotte (Abarat: Absolute Midnight, 2011), Rizzoli, tr. Beatrice Masini (ISBN 9788817070607)

### Raccolte di racconti
- The Essential Clive Barker: Selected Fiction (2000), inedito in Italia
- Anime Torturate - La Leggenda di Primordium (Tortured Souls) (2001) Independent Legions Publishing (2017), tr. Francesca Noto (ISBN 9788899569600)
- Tonight, Again: Tales of Love, Lust and Everything in Between (2015), inedito in Italia

#### Serie di Books of Blood
- Infernalia (Books of Blood – Volume 1, 1984), Sonzogno, tr. Tullio Dobner (ISBN 8845418898)
- Ectoplasm (Books of Blood – Volume 2, 1984), Sonzogno, tr. Rossana Terrone  (ISBN 884541891X)
- Sudario (Books of Blood – Volume 3, 1984), Sonzogno, tr. Tullio Dobner  (ISBN 8845418901)
- Creature (Books of Blood – Volume 4, 1985), Sonzogno, tr. Tullio Dobner (ISBN 8845420965)
- Visions (Books of Blood – Volume 5, 1985), Sonzogno, tr. Piero Spinelli (ISBN 884542216X)
- Monsters (Books of Blood – Volume 6, 1985), Sonzogno, tr. Fabio Zucchella (ISBN 8845422151)

### Fumetti e Graphic novel
- Hellraiser (1990-1991), 12 albi, PlayPress
- The Yattering and Jack (1991), Clive Barker & John Bolton, Lexy (ISBN 88-88019-00-6)
- Primal: From the Cradle to the Grave (Dark Horse, 1992), pubblicato in Italia su Hyperion - Odissea nel fantastico n.3 (Star Comics, 1993)
- Tapping the Vein I,  (2004), Free Comics (ISBN 88-89206-08-X)
- Hellraiser: Collected Best (2004-2005), 5 Volumi, Free Comics
- Tapping the Vein II (2005), Free Comics (ISBN 88-89206-11-X)
- La casa delle vacanze (2007), MagicPress (ISBN 9788877591593)
- Apocalypse I (2008), MagicPress (ISBN 9788877591937)
- Apocalypse II (2008), MagicPress (ISBN 9788877591999)
- Hellraiser vol.1: La brama della carne (2012), Bao Publishing (ISBN 9788865431061)
- Hellraiser vol.2: Requiem (2013), Bao Publishing (ISBN 9788865431412)
- Hellraiser vol.3: La risposta del paradiso (2013), Bao Publishing (ISBN 9788865432020)
- Next Testament (2013-2015), inedito in Italia
- Hellraiser: I capolavori (2014), Bao Publishing (ISBN 9788865431771)
- Clive Barker's Nightbreed (2014-2015), inedito in Italia
- Hellraiser vol.4: La furia degli inferi (2015), Bao Publishing (ISBN 9788865432334)
- Hellraiser vol.5: Comunione di sangue (2015), Bao Publishing (ISBN 9788865432716)
- Hellraiser Anthology (2017), Inedito in Italia

### Illustrazioni
- Clive Barker, Illustrator (1990), inedito in Italia
- Illustrator II: The Art of Clive Barker (1992), inedito in Italia
- Rare Flesh (2003), inedito in Italia
- Visions of Heaven and Hell (2005), inedito in Italia
- The Painter, the Creature and the Father of Lies (2011), inedito in Italia
- Clive Barker: Imaginer (2014), inedito in Italia

### Saggistica
- Clive Barker's A-Z of Horror (1984), scritto con Stephen Jones (inedito in Italia)
- Clive Barker's the Nightbreed Chronicles (1990), scritto con Stephen Jones, fotografie di Murray Close
- The Hellraiser Chronicles (1992), scritto con Peter Atkins e Stephen Jones, fotografie di Murray Close, Tom Collins e Keith Payne
- Stephen King & Clive Barker  (1999), a cura di Anthony Timpon, Sperling & Kupfer, tr. Tullio Dobner (ISBN 9788820027841)
- Midian Unmade (2015)

### Teatro
- A Clowns' Sodom (The Mute Pantomime Theatre, 1976)
- Day of the Dog (The Mute Pantomime Theatre, 1977)
- The Sack (The Dog Company, 1978)
- The Magician (The Dog Company, 1978)
- Dog (The Dog Company, 1979)
- Nightlives (The Dog Company, 1979)
- The History of the Devil (The Dog Company, 1980)
- Dangerous World (The Dog Company, 1981)
- Paradise Street (The Dog Company, 1981)
- Frankenstein in Love (The Dog Company, 1982)
- The Secret Life of Cartoons (The Dog Company, 1982)
- Crazyface (Cockpit Youth Theatre, 1982)
- Subtle Bodies (Cockpit Youth Theatre, 1983)
- Colossus (Cockpit Youth Theatre, 1983)

Raccolte
- Incarnations: Three Plays (1995), inedito in Italia
- Forms of Heaven: Three Plays (1996), inedito in Italia

## Filmografia

### Sceneggiatore

#### Cinema
- The Forbidden, cortometraggio, regia di Clive Barker (1978)
- Underworld, regia di George Pavlou (1985)
- Rawhead Rex, regia di George Pavlou (1986)
- Hellraiser, regia di Clive Barker (1987)
- Cabal (Nightbreed), regia di Clive Barker (1990)
- Il signore delle illusioni (Clive Barker's Lord of Illusions), regia di Clive Barker (1995)

#### Soggetto
- Hellbound: Hellraiser II - Prigionieri dell'Inferno (Hellbound: Hellraiser II), regia di Tony Randel (1988)
- Hellraiser III (Hellraiser III: Hell on Earth), regia di Anthony Hickox (1992)
- Candyman - Terrore dietro lo specchio (Candyman), regia di Bernard Rose (1992)
- L'inferno nello specchio (Candyman 2) (Candyman: Farewell To The Flesh), regia di Bill Condon (1995)
- I racconti di Quicksilver (Quicksilver Highway), regia di Mick Garris - film TV (1997)
- Candyman - Il giorno della morte (Candyman: Day of the Dead), regia di Turi Meyer (1999)
- Hellraiser 5: Inferno (Hellraiser: Inferno), regia di Scott Derrickson  (2000)
- Hellraiser: Hellseeker, regia di Rick Bota (2002)
- Saint Sinner, regia di Joshua Butler - film TV (2002)
- Hellraiser: Deader, regia di Rick Bota (2005)
- Hellraiser: Hellworld, regia di Rick Bota (2005)
- Masters of Horror - serie TV, 2 episodi (2006)
- Prossima fermata: l'inferno (The Midnight Meat Train), regia di Ryūhei Kitamura (2008)
- Book of Blood, regia di John Harrison (2008)
- Dread, regia di Anthony DiBlasi (2009)
- Hellraiser: Revelations, regia di Víctor Garcia (2011)
- Hellraiser: Judgment, regia di Gary J. Tunnicliffe (2018)
- Hellbound Laments - serie TV, 13 episodi (2020)
- Book of Blood, regia di Brannon Braga (2020)
- Candyman, regia di Nia DaCosta (2021)
- Hellraiser, regia di David Bruckner (2022)

#### Televisione
- Un salto nel buio (Tales from the Darkside) - serie TV, episodio 4x07 (1987)

### Produttore
- Hellbound: Hellraiser II - Prigionieri dell'Inferno (Hellbound: Hellraiser II), regia di Tony Randel (1988)
- Hellraiser III (Hellraiser III: Hell on Earth), regia di Anthony Hickox (1992)
- Candyman - Terrore dietro lo specchio (Candyman), regia di Bernard Rose (1992)
- Candyman - Il giorno della morte (Candyman: Day of the Dead), regia di Turi Meyer (1999)
- Il signore delle illusioni (Clive Barker's Lord of Illusions), regia di Clive Barker (1995)
- Hellraiser - La stirpe maledetta (Hellraiser: Bloodline), regia di Kevin Yagher (1996)
- Demoni e dei (Gods and Monsters), regia di Bill Condon (1998)
- Saint Sinner, regia di Joshua Butler - film TV (2002)
- The Plague, regia di Hal Masonberg - film TV (2006)
- Prossima fermata: l'inferno (The Midnight Meat Train), regia di Ryūhei Kitamura (2008)
- Book of Blood, regia di John Harrison (2008)
- Dread, regia di Anthony DiBlasi (2009)
- JoJo Baby, regia di Dana Buning e Mark Danforth (2010)
- Book of Blood, regia di Brannon Braga (2020)
- Hellraiser, regia di David Bruckner (2022)

### Regista
- Salome - cortometraggio (1973)
- The Forbidden - cortometraggio (1978)
- Hellraiser (1987)
- Cabal (Night Breed) (1990)
- Il signore delle illusioni (Clive Barker's Lord of Illusions) (1995)

### Attore
- I sonnambuli (Sleepwalkers), regia di Mick Garris (1992)

## Discografia parziale

### Album
- 1988 - The Body Politic
- 1988 - The Hellbound Heart
- 1999 - Being Music

## Videogiochi
- Nightbreed (1990) - tratto dal film dell'orrore Cabal e pubblicato dalla Ocean Software per i computer Amiga, Amstrad CPC, Atari ST, Commodore 64, MS-DOS e ZX Spectrum.
- Nightbreed: The Interactive Movie (1990) - altro titolo tratto da Cabal, di genere diverso e solo per i sistemi Amiga, Atari ST e MS-DOS.
- Clive Barker's Undying (2001) - Sparatutto in prima persona con alcuni richiami ai personaggi del romanzo Galilee, di particolare rilevanza l'uso del volto caricaturato di Clive per Ambrose, uno dei tipici boss dei videogames al quale Clive ha contribuito direttamente con la sua voce. Pubblicato per Microsoft Windows e Mac OS X.
- Demonik (2006) - Gioco d'azione in terza persona dove il giocatore avrebbe dovuto impersonare il cattivo della storia, venne cancellato per problemi economici della casa editrice.
- Clive Barker's Jericho (2007) - Da un'idea partorita da Barker, con la partecipazione del collaboratore di fiducia Brian Gomez, venne pubblicato dalla MercurySteam per Microsoft Windows, PlayStation 3 e Xbox 360.
- Clive Barker’s Hellraiser: Revival (202?) - Canonico nella serie Hellraiser. In sviluppo, non ancora pubblicato.[7]